# Céline Lepage

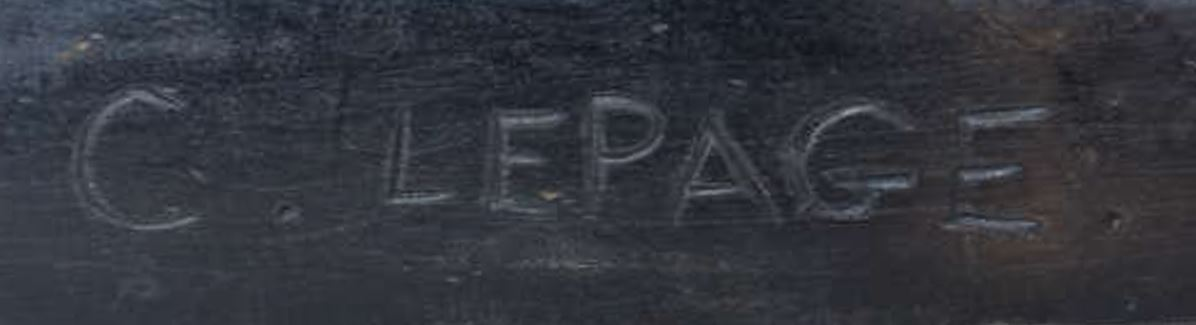
Signatur Céline Lepages.

Céline Lepage (* 1882 in Warschau, Kongresspolen; † 1928 in Paris, Frankreich) war eine französische Bildhauerin.

## Leben
Céline Lepage wurde als Tochter französischer Eltern 1882 in Warschau geboren. Sie lebte und arbeitete in Paris und stellte dort 1905, 1913 und 1914 auf den Salons der Société nationale des beaux-arts aus. Für den Pomone-Pavillon (Kunstabteilung des Pariser Kaufhauses Le Bon Marché) auf der Exposition internationale des Arts Décoratifs et industriels modernes Paris 1925 fertigte sie Flachreliefskulpturen an. 1921 entwarf Lepage die Figur Mendiante a Marakech (deutsch Bettlerin von Marrakesch); eine stark vereinfachte Darstellung einer arabischen Frau im Stil des Art déco, die von dem Éditeur d’art (Kunstverleger) Arthur Goldscheider in verschiedenen Größen angeboten wurde.

## Werke (Auswahl)
- La cueilette des oranges, 1922
- Tête aux nattes, 1920
- Jeune femme en armure
- Petit cheval cambré
- Visage
- La mauresque
- Femme nue aux antilopes, 1926
- L’indienne
- Masque de femme aux tresses
- Bédouine à l’enfant